# 4MEEE
4MEEE株式会社（フォーミーかぶしきがいしゃ、英語: 4MEEE INC.）は、メディアサービスを手掛ける企業である。

## 概要
2013年12月にロケットベンチャー株式会社として設立。東京・渋谷区に拠点を起き、女性向けキュレーションメディア「4meee!（フォーミー）」、主婦・ママ向けキュレーションメディア「4yuuu!（フォーユー）」を運営。
2015年2月にソーシャルショッピングサイト「BUYMA（バイマ）」等を運営する株式会社エニグモの連結子会社化。
その後、2018年1月にメディア・コンテンツ事業を手がけるインタースペースに全株式を譲渡し、同年3月に4MEEE株式会社に社名変更。
現在は、次のようなメディア・コンテンツ事業を営んでいる。
- 4MEEE（女の子のLOVEを応援するライフスタイルメディア）
- 4yuuu!（オシャレな主婦・ママ向けメディア）
- 4MOON（すべての女性のための体調記録アプリ）

## 沿革
2013年12月 - 代表取締役の龍川誠がロケットベンチャー株式会社を設立。同時に女性向けキュレーションメディア「4meee!（フォーミー）」サービス開始。
2014年12月 - 主婦・ママ向けキュレーションメディア「4yuuu!（フォーユー）」サービス開始。
2015年2月 - ソーシャルショッピングサイト「BUYMA（バイマ）」等を運営する株式会社エニグモの連結子会社化。
2017年6月 - ファッション誌「4MEEE magazine（フォーミーマガジン）」創刊。表紙は紗栄子。
2017年10月 -「4MEEE magazine（フォーミーマガジン）vol.2」発売。表紙は沢尻エリカ。
2018年1月 - 株式会社インタースペースに全株式を譲渡し子会社化。
2018年1月 - 龍川誠が代表取締役を退任。同社COOであった坂梨亜里咲が代表取締役に就任。
2018年3月 - 4MEEE株式会社に社名変更。
2018年9月 - 「4MEEE magazine（フォーミーマガジン）vol.3」発売。表紙はヨンア。
2018年11月 - ウェディングドレスブランド「COCOMELODY（ココメロディ）」の4MEEEコラボデザイン商品が発売。
2019年3月 - 医学発想のナイトブラ「CelleBra（セレブラ）」の4MEEEコラボデザイン商品が発売。
2019年4月 - 「4MEEE magazine（フォーミーマガジン）vol.4」発売。表紙は小嶋陽菜、裏表紙はYouTuberのはじめしゃちょー。
2019年12月 - 坂梨亜里咲が代表取締役を退任。関連会社である株式会社インタースペースの取締役である尾久一也が代表取締役に就任。
2021年5月 - 生理日管理／ヘルスケアを目的としたフェムテックアプリ「4MOON（フォームーン）」サービス開始。
2023年12月 - ヘルスケアアプリ「4MOON」が「Femtech Japan Award 2023」で最高評価「GOLD賞」受賞。
2024年5月 - ヘルスケアアプリ「4MOON」が「2024 WOMAN'S VALUE AWARD～Femtech～」ジェンダード・イノベーション部門で「最優秀賞」受賞。

## 関連会社
- インタースペース

## 参考サイト
- 基本情報 2021年12月16日閲覧
- プレスリリース 2021年12月16日閲覧